# Kék bársony
A Kék bársony (eredeti cím: Blue Velvet) 1986-ban bemutatott amerikai thriller, írta és rendezte David Lynch. Lynch több filmjéhez hasonlóan meghatározó elemei a film noir és a szürrealizmus. A főszereplők Kyle MacLachlan, Isabella Rossellini, Dennis Hopper, és Laura Dern. A film címét az azonos, 1963-as Bobby Vinton dal adta. Noha eredetileg több elismert kritikus is bírálta, mára széles körben elismert lett és Lynch második Oscar-díj jelölését kapta, mint Legjobb rendező. A film indította újra Hopper pályafutását.
Lynch az 1984-es Dűne filmjének bukása után megpróbált egy sokkal személyesebb történetet létrehozni, ami debütáló filmjének, a Radírfejnek (1977) a szürreális stílusjegyeit hozza vissza. A Kék bársony forgatókönyve többször előkerült az 1970-es évek végén, 1980-as évek elején, de a nagyobb stúdiók rendre visszadobták az erősen szexuális és erőszakos tartalma miatt. A független De Laurentiis stúdió, ami abban az időben az olasz filmproducer, Dino De Laurentiis tulajdonában volt, elvállalta a film finanszírozását és gyártását. A Kék bársony mára kultuszfilm slett, jelentős akadémiai figyelmet kapott és széles körben Lynch legjobb munkái között tartják számon a Radírfej és a Mulholland Drive (2001) mellett.
A film középpontjában Jeffrey Beaumont (MacLachlan) hallgató áll, aki levágott emberi fület talál a mezőn, otthonától nem messze. Jeffrey egy helyi nyomozó lányának, Sandy Williamsnek (Laura Dern) segítségével nyomozni kezd. A nyomozás a helyi alvilág bugyraiba vezeti, ahol szexuális kapcsolatba kerül a csábító bárénekesnővel, Dorothy Vallensszel (Rossellini), illetve összetűzésbe a bűnöző Frank Booth-szal (Hopper).

## Cselekmény
Jeffrey Beaumont (Kyle MacLachlan) apja (Jack Harvey) súlyos szélütést szenved, ezért a fiatalember az Oak Lake College főiskoláról hazatér a Lumberton nevű kisvárosba, amelynek lakói főként fakitermelésből élnek. A kórházból hazafelé tartva üres telken halad át, ahol egy levágott fület talál. A talált testrészt elviszi John Williams (George Dickerson) nyomozóhoz a rendőrségre, később pedig otthonában keresi fel a rendőrt, hogy érdeklődjön a nyomozás részletei felől, aki azonban nem adhat neki részletesebb felvilágosítást. Távoztában Jeffrey találkozik a rendőr lányával, Sandyvel (Laura Dern), aki elmondja Jeffrey-nek, hogy tud a nyomozásról, illetve egy énekesnőről, Dorothy Vallensről (Isabella Rossellini), aki érintett lehet az ügyben. Növekvő kíváncsisága miatt a fiú elhatározza, hogy körbenéz a nő lakásában. Csótányirtónak kiadva magát bejut a nő konyhájába, Sandy azonban nem tudja elterelni a lakás tulajdonosának figyelmét, mert egy harsány sárga zakót viselő férfi is akkor érkezik a nő lakásához, amikor ő. A főszereplő egy kulcsot talál a konyhában, melyet távozáskor magával visz.
A két fiatal ezután elmegy a mulatóba, ahol Dorothy fellép, majd gyorsan távoznak, hogy Jeffrey be tudjon osonni a lakásba, és alaposabban körbe tudjon nézni. Bár a lány a kocsiban leadja az előre megbeszélt figyelmeztető jelzést, a fiú azt egy WC lehúzása miatt nem hallja meg, így a lakásban van, amikor a nő hazaér. Jeffrey egy gardróbszekrényben bújik el, a nő azonban meghallja a neszt és késsel fenyegeti meg. Dorothy levetkőzteti és faggatja a fiatal férfit, akit szatírnak gondol. A felizgult nő ezután orális szexet kezd el Jeffrey-n, az aktust azonban kopogás szakítja meg. A fiú ismét a szekrénybe bújik, ahol szemtanúja lesz Frank Booth (Dennis Hopper) és Dorothy bizarr szexuális együttlétének, ahol a férfi valamilyen ismeretlen gázt szív (talán kéjgázt, de a 2002-es különleges kiadás DVD verziójában Hopper azt állítja, hogy amil-nitrit volt), többször megüti a nőt, verbálisan megalázza, majd látszólag megerőszakolja. Frank ekkor távozik, az előmerészkedő fiút Dorothy ismét megpróbálja elcsábítani, azt követelve, hogy üsse meg őt. Miután Jeffrey ezt nem teszi meg, a nő elveszti szexuális érdeklődését. Amikor a fiú távozna, a nő arra kéri, hogy maradjon. Jeffrey távozik, de még benéz az ágy alá, ahol a nő rejteget valamit és megtalálja a családja fényképét és egy házassági levelet. Egy korábban kihallgatott telefonbeszélgetés és a látottak alapján már tudja, hogy Frank rabolta el Dorothy férjét és fiát.
Dorothy műsorának újabb megtekintése alatt Jeffrey kiszúrja Franket a közönségben, ahogy egy darab kék bársonyt szorongat, amit korábban az énekesnő köntöséből vágott ki. A fiatal férfi folytatja a nyomozását Frank és csapata után, és látja amint a feltételezett bűnöző egy épületbe tér be, majd nem sokkal utána egy jól öltözött ember és a Sárga Férfi elhagyja az épületet, ebből arra következtet, hogy ők a férfi bűntársai lehetnek.
Jeffrey ismét meglátogatja Dorothyt, aki elcsábítja és ismét arra kéri, hogy üsse meg őt. Amikor a fiú ezt megtagadja, a nő nyomást gyakorol rá, nagyon emocionálissá válik. Végül Jeffrey felpofozza a nőt, amitől ő rögtön elborzad, ellenben Dorothy, Frank állandó bántalmazásainak eredményeképp, élvezi azt.
A következő jelenetben Frank pár embere pont akkor érkezik Dorothy lakására, amikor Jeffrey távozna. A bűnöző  kényszeríti a párt, hogy tartsanak velük autókázni. A csapat Ben (Dean Stockwell) lakására megy, aki egy nyájas piperkőc (feltételezhetően homoszexuális) férfi, Frank bűntársa (Ben tartja fogva Dorothy fiát) és drogterjesztő. Egy bizarr, de mára ikonikussá vált jelenetben Ben playbackelni kezd Roy Orbison "In Dreams" című számát, amitől Franken egy érzelgős őrület lesz úrrá. Ezután egy fatelepre viszi Dorothyt és szeretőjét, majd megfenyegeti és alaposan helybenhagyja a fiút az "In Dreams" zenéjére.
Jeffrey másnap a földön fekve ébred az ütlegelés helyszínén. Hazamegy, érzelmek kavarognak benne, főleg kétségbeesett és bűntudata van, sír is. Később elmegy a rendőrségre, ekkor rájön, hogy a Sárga Férfi nem más, mint Sandy apjának partnere, Gordon. Emiatt úgy dönt, ismét otthonában látogatja meg a rendőrt, akit meglep a leleplezése, de figyelmezteti a fiút, hogy azonnal hagyjon fel a nyomozással. Jeffrey erre ígéretet is tesz, Sandyvel pedig táncolni megy, ahol szerelmet vallanak egymásnak. Hazafelé menet egy autó követi őket, Mike, Sandy féltékeny barátja, a focicsapat tagja. Bár Mike dühös és elégtételt akar venni a főhősön, a jelenet különös fordulatot vesz, amikor észreveszik Dorothyt meztelenül és elkínzottan Jeffrey-ék házánál. Hogy gyorsabban mentőt kapjon, Sandy házához viszik az énekesnőt. A nő alig van magánál, amikor egy beszélgetés közben "Szeretőm"-nek hívja a fiút Sandy és annak anyja hallatára. A lány dühös és elkeseredett, felpofozza Jeffreyt, de később megbocsát neki.
Jeffrey visszamegy Dorothy lakásába és kéri Sandyt, hogy küldje az apját is azonnal oda. Dorothy lakásában találja a Sárga Férfit katatóniában és Dorothy férjének levágott fülű hulláját. A Sárga Férfi mellette áll, egy gellert kapott golyó által fejbelőve. Amikor a fiú távozna, látja a jól öltözött embert feljönni a lépcsőn, felismerve benne Franket. Frank is észreveszi és üldözőbe veszi őt, mire a fiú visszafut a lakásba és bezárja az ajtót. Jeffrey beszél Williams nyomozóhoz a Sárga Férfi rendőrségi rádióján, de rájön, hogy Frank hallja őt, ezért megtéveszti saját helyét illetően és visszabújik a szekrénybe. Amíg Frank a hálószobában lövöldözik a fiú után kutatva, ő magához veszi a Sárga Férfi pisztolyát és ismét elbújik. A feldühödött Frank akkor sorra elkezd mindenre lőni, ahol a fiú megbújhatott, az utolsó pillanatban Jeffrey fejbe lövi Franket, pont mikor a nyomozó és az aggódó Sandy a helyszínre érnek.
A záró jelenetben Jeffrey és Sandy, Dorothy a fiával (Jonnal) újraegyesülnek.

## Szereplők
| Szereplő           | Színész             | Magyar hangok        |
| ------------------ | ------------------- | -------------------- |
| Dorothy Vallens    | Isabella Rossellini | Orosz Helga          |
| Jeffrey Beaumont   | Kyle MacLachlan     | Bolba Tamás          |
| Frank Booth        | Dennis Hopper       | Kőszegi Ákos         |
| Sandy Williams     | Laura Dern          | Létay Dóra           |
| Mrs. Williams      | Hope Lange          | Csere Ágnes          |
| Ben                | Dean Stockwell      | Laklóth Aladár       |
| Detective Williams | George Dickerson    | Epres Attila         |
| Priscilla Pointer  | Mrs. Beaumont       | Zsolnai Júlia        |
| Barbara néni       | Frances Bay         | Bókai Mária          |
| Mr. Beaumont       | Jack Harvey         |                      |
| Mike               | Ken Stovitz         | Molnár Levente       |
| Raymond            | Brad Dourif         | Katona Zoltán        |
| Paul               | Jack Nance          |                      |
| Hunter             | J. Michael Hunter   | Csík Csaba Krisztián |
| Don Vallens        | Dick Green          |                      |
| Sárga Férfi        | Fred Pickler        |                      |

## A film elkészítése
A film tényleges története három ötletre épült, ami az alkotó elméjében kristályosodott ki egy hosszabb idő alatt, 1973 óta. Az első ötlet csak egy érzés volt és a cím Kék bársony, mondta Lynch 1987-ben a Cineaste magazinnak. A második ötlet egy levágott, emberi fül képe volt, ami egy mezőn nyugszik. "Nem tudom miért kellett egy fülnek lennie, kivéve, hogy egy test nyílásnak kellett lennie, egy lyuknak, ami valami másba vezet...A fül a fejen van és rögtön az elmébe vezethet, így tökéletesnek éreztem." – jegyezte meg Lynch egy interjúban. A harmadik ötlet a Blue Velvet Bobby Vinton-féle, klasszikus előadása, és "az érzés, ami hozzá tartozott. Egy hangulat, egy idő[szak], és dolgok, amik akkoriban voltak".
Az elefántember (1980) befejezése után Lynch találkozott Richard Roth producerrel egy kávéra. Roth olvasta és élvezte Lynch Ronnie Rocket című forgatókönyvét, de nem akarta megcsinálni. Megkérdezte a rendezőt, hogy van-e más forgatókönyve is, de csak ötletei voltak. "Mondtam neki, hogy mindig szerettem volna belopózni egy lány szobájába, hogy éjszaka nézhessem, és esetleg valamikor lássak valamit, ami egy rejtélyes gyilkosságra utalna. Rothnak tetszett az ötlet és kérte, hogy írjam le. Hazamentem és eszembe jutott a fül a mezőn."
Lynch és Roth bemutatta a szkriptet a Warner Bros.-nak, akiket érdekelt a projekt. Lynch két évet töltött két vázlat megírásával, amik elmondása szerint nem sikerültek túl jól. A probléma az volt, mondta Lynch, hogy "bár benne volt minden feszültség a filmben, de semmi más. Egy csomó dolog nem volt benne. Így aztán egy időre leraktam [a projektet]."
A gyártás 1984 augusztusára volt meghirdetve. Lynch írt még két forgatókönyvet, mire elégedett lett az eredménnyel. A feltételek ideálisak voltak Lynch filmjéhez: megállapodott Dino De Laurentiisszel, hogy teljes alkotói szabadságot kap, azzal a feltétellel, hogy a művész egy mindössze 6 millió dolláros költségvetéssel elkészíti a filmet. Az egyezség azt jelentette, hogy a Kék bársony volt a legkisebb film De Laurentiis büdzséjében. Következésképpen Lynch jobbára felügyelet nélkül forgathatott. "A Dűne [bukása] után olyan mélyen voltam, hogy onnan csak feljebb volt! Úgyhogy eufóriában voltam. És amikor ilyen érzésekkel dolgozol, akkor kockáztathatsz. Kísérletezhetsz." Mivel az anyag teljesen más volt, mint bármi amit mainstreamnek gondoltak abban az időben, Laurentiisnek saját kiadót kellett alapítania a terjesztéshez.
A Kék bársony szereposztása jó pár, akkoriban viszonylag ismeretlen színészt tartalmazott. Isabella Rossellini csak reklámokból volt többé-kevésbé ismert, Dennis Hopper volt a legnagyobb név a filmben, ő játszott korábban a Szelíd motorosokban (1969) és az Apokalipszis mostban (1979), míg Kyle MacLachlan játszotta a központi karaktert Lynch Dűnéjében (1984).
A jelenet, amiben Dorothy meztelenül jelenik meg, Lynch egy saját gyerekkori élményén alapul, amikor fivérével láttak egy meztelen nőt gyalogolni egy környékbeli utcában, éjszaka. Az esemény olyan traumát okozott a fiatal Lynchben, hogy elsírta magát, és sosem felejtette el. A Kék bársony forgatása 1986. február 10-én kezdődött. A filmet az észak-karolinai Wilmingtonban forgatták, a helyi EUE/Screen Gems stúdióban. A város adta a külső jelenetek helyszíneit is. A megerőszakolt és meggyötört Dorothy jelenetének felvétele különösen nehéznek bizonyult, miután Rossellini és Lynch határozott kérése ellenére több városlakó érkezett a helyszínre piknik kosarakkal és pokrócokkal, hogy megtekintsék a felvételt. Ennek ellenére folytatták a filmezést, majd miután Lynch elkiáltotta, hogy „Ennyi!”, a helyiek távoztak. A rendőrség ezután megtiltotta a forgatást Wilmington nyilvános helyein.
Lynch eredeti vágása nagyjából négy órás volt, szerződés szerint azonban egy két órás mozit kellett De Laurentiisnek szállítania, így sok mellékcselekmény és karakterjelenet kimaradt a végleges filmből. Az MPAA kérésére szintén ki kellett vágni részeket. Például amikor Frank felpofozza Dorothyt az első megerőszakolása után, eredetileg látható volt, ahogy Frank megüti a nőt. Ehelyett a végső filmben ezalatt Jeffreyt látjuk a gardróbban, az ő arcrángásából lehet csak következtetni az eseményre. Lynch úgy gondolta, hogy ez a változtatás csak még nyugtalanítóbbá tette a jelenetet. Lynch egy 2011. január 18-i rádióinterjúban elmondta, hogy előkerültek a törölt jelenetek, és várhatóan egy későbbi kiadásba bekerülnek.
A végső változat kis híján két órás lett.

## Filmzene
A Kék bársony zenéjéért Angelo Badalamenti volt a felelős. Badalamenti egy pillantásnyi szerepet is kap, mint a zongorista a bárban, ahol Dorothy fellép. A filmzene rengeteg régi, klasszikus pop dalt tartalmaz, úgy mint Bobby Vinton Blue Velvet című száma és Roy Orbison In Dreams-e, emellett egy Sosztakovics által inspirált, zenekari hangszerelésű művet is. A forgatás alatt Lynch hangszórókat vitt a helyszínekre és az utcákra, és Sosztakovicsot játszatott rajtuk, hogy átadja a hangulatot, amit el akart érni a filmmel. A mű direkt részeket tartalmaz Sosztakovics 15. Szimfóniájából, amit Lynch hallgatott a forgatókönyv írásakor.
Entertainment Weekly a Kék bársony zenéjét a 100 Legjobb Filmzene listáján a 100.-ként tüntette fel. Lynch ekkor dolgozott együtt először a zeneszerző Angelo Badalamentivel, és azt kérte, hogy "olyan, mint Sosztakovics, legyen nagyon orosz, de legyen gyönyörű, mégis sötét és egy kicsit ijesztő." Badalamenti sikere a Kék bársonnyal oda vezetett, hogy az Inland Empire-ig minden Lynch filmnek ő szerezte a zenéjét. A zenei csapat tagjaként segített még Alan Splet hangmérnök, aki az 1979-es The Black Stallionért Oscar-díjat kapott és az 1983-as Never Cry Wolfért is jelölték.

## Kiadás és reakciók
A Kék bársony a kanadai Montréal Világ Film Fesztiválon került bemutatásra 1986 augusztusában és a Torontói Film Fesztiválon 1986 szeptember 12-én, majd pár nappal később az Egyesült Államokban is levetítették. Mindkét országban szeptember 19-én kezdték meg a nyilvános vetítéseket. A nyitó héten 789.409 dollárt termelt, a végső hazai bevétele 8.551.228 dollárt lett.
A filmet a tengerentúlon is több országban bemutatták, így többek között Ausztráliában, Nyugat-Németországban, Kínában, Kanadában, Hong-Kongban és Japánban is.
Lyncht jelölték Legjobb rendezőként Oscar-díjra a film miatt. Bár Oscar-díjat végül nem, de több egyéb díjat is nyert a film és a főbb szereplők, így Isabella Rossellini, David Lynch és Dennis Hopper is.

## Örökség
Habár viszonylag kevéssé vonzotta a közönséget az előadásokra Észak-Amerikában és a művészi érdemei is vitatottak voltak, a Kék bársony hamarosan a "nemzeti tűzvihar" közepére kerül 1986-ban és idővel elérte az "amerikai klasszikus" státuszt. A késő '80-as, korai '90-es években, az első videókazettás kiadás után a film széles körben kultusz filmként lett ismert, mint a kisvárosi Amerika sötét ábrázolója. Számtalan VHS, Laserdisc és DVD kiadás megjelenése után, mára jól ismert a film az amerikai közönség előtt, belépést engedve ezáltal David Lynchnek a hollywoodi mainstreambe és lehetőséget biztosítva Dennis Hoppernek egy hosszú kihagyás után a visszatérésre. A film sikere korábban cenzúrázott grafikus tartalmak megjelenése felé hajtotta a populáris filmvilágot, többek között emiatt hasonlítják sokszor a Psychóhoz (1960). Az éra egyik legjelentősebb, jól-felismerhető filmjévé vált, emiatt számtalan imitációja és paródiája jelent meg a médiában. A film sötét, stílusos és erotikus volta mérce volt jelentős számú film, paródia és még Lynch későbbi munkássága előtt is. Peter Travers a Rolling Stone magazinban a "legbefolyásosabb amerikai filmek" közé sorolta, csak úgy mint Michael Atkinson, aki egy egész könyvet dedikált a film témáinak és motívumainak.
A Kék bársony rendszeresen szerepel különböző kritikusok minden-idők legjobb filmjei között, illetve a 80-as évek legjobb filmjei és az amerikai szürrealizmus legjobb példáiként, valamint David Lynch mesterművei között. Egy 54 filmkritikus megkérdezésével készült listán, 80-as évek harmadik legjobb amerikai filmjeként sorolja a Raging Bull és az E.T. után. A neves Entertainment Weekly 1999 kiadott könyve szerint pedig minden-idők harminchetedik legjobb filmje. A The Guardian is a 100 Legnagyobb Filmjébe sorolta a művet.
A Kék bársony különböző "minden idők legjobb filmjei" helyezésén túl, az Amerikai Film Intézet három különböző elismerését is megkapta: A film a 96. 2001-ben kiadott a legizgalmasabb pillanatok listájában, 2008-ban a nyolcadik lett a rejtélyes filmek között, illetve Frank Booth a 36. legnagyszerűbb gazember a 2003-ban kiadott listában.

## Kapcsolódó olvasmányok
- Atkinson, Michael (1997). Blue Velvet. Long Island, New York.: British Film Institute. ISBN 0-85170-559-6
- Drazin, Charles (2001). Blue Velvet: Bloomsbury Pocket Movie Guide 3. Britain. Bloomsbury Publishing. ISBN 0-7475-5176-6